# Moise Maimonide
Moise Maimonide (n. 30 martie 1135, Córdoba - d. 13 decembrie 1204, Fustat, azi Cairo) a fost un filosof, medic și teolog evreu din Evul Mediu, născut în Spania (Andaluzia) și stabilit în Egipt. El este cunoscut și sub numele ebraic de Rabbi Moshe ben Maimon (sau acronimul: RaMBaM), iar în limba arabă ca Abu Imran Musa ibn 'Ubayd Allah Maimun al Qurtubi al Israili. Maimonide este considerat cel mai important înțelept al Iudaismului din perioada medievală a istoriei. Opera sa principală, Călăuza șovăielnicilor, publicată în limba arabă (cca. 1190), în care propune o formulă alegorică de interpretare a textelor sfinte, pentru anularea contradicțiilor dintre învățătura lui Dumnezeu relevată în Tora, cunoștințele oferite de științele naturii și filosofie, a exercitat o influență asupra dezbaterilor religioase și filosofice din iudaism și creștinism până în secolul al XVIII-lea.

## Viața și opera
Moise Maimonide s-a născut la 30 martie 1135 la Córdoba, pe atunci capitala unui Califat arab dominat de o ramură a dinastiei musulmane, mai tolerante, a Omeiazilor. Primele învățături le primește de la tatăl său, Maimon Ben Yosef Ha'dayan,rabin provenit dintr-o familie bine văzută din Córdoba. În plus, este inițiat în filosofia clasică greacă și arabă de către învățații arabi. În 1148, Cordoba a fost cucerită de dinastia Almohazilor, iar creștinii, ca și evreii, au fost constrânși să se convertească la Islam. Familia lui Maimonide alege exilul, rătăcește prin peninsula Iberică, apoi prin anul 1159 se refugiază tocmai în orașul marocan Fèz, capitala statului almohad, apoi prin 1165 la Ierusalim, pentru a se stabili în cele din urmă în Egipt, mai întâi la Alexandria, apoi definitiv la Fustat (actualul Cairo), unde Maimonide va trăi până la sfârșitul vieții sale. În timpul acestor peregrinări, Maimonide continuă să se instruiască, studiază de asemenea medicina, iar în 1159 publică lucrarea "Introducere în calculul calendarului" precum și un comentariu asupra logicei aristotelice. La Fustat, Moise Maimonide devine conducătorul (Naggid) comunității evreiești și primul rabin al orașului, iar în 1185 este medicul personal al lui Saladin, sultanul Egiptului și Siriei.
În ciuda numeroaselor sale obligații în această perioadă, tocmai atunci Maimonide reușește să-și redacteze operele sale cele mai importante.

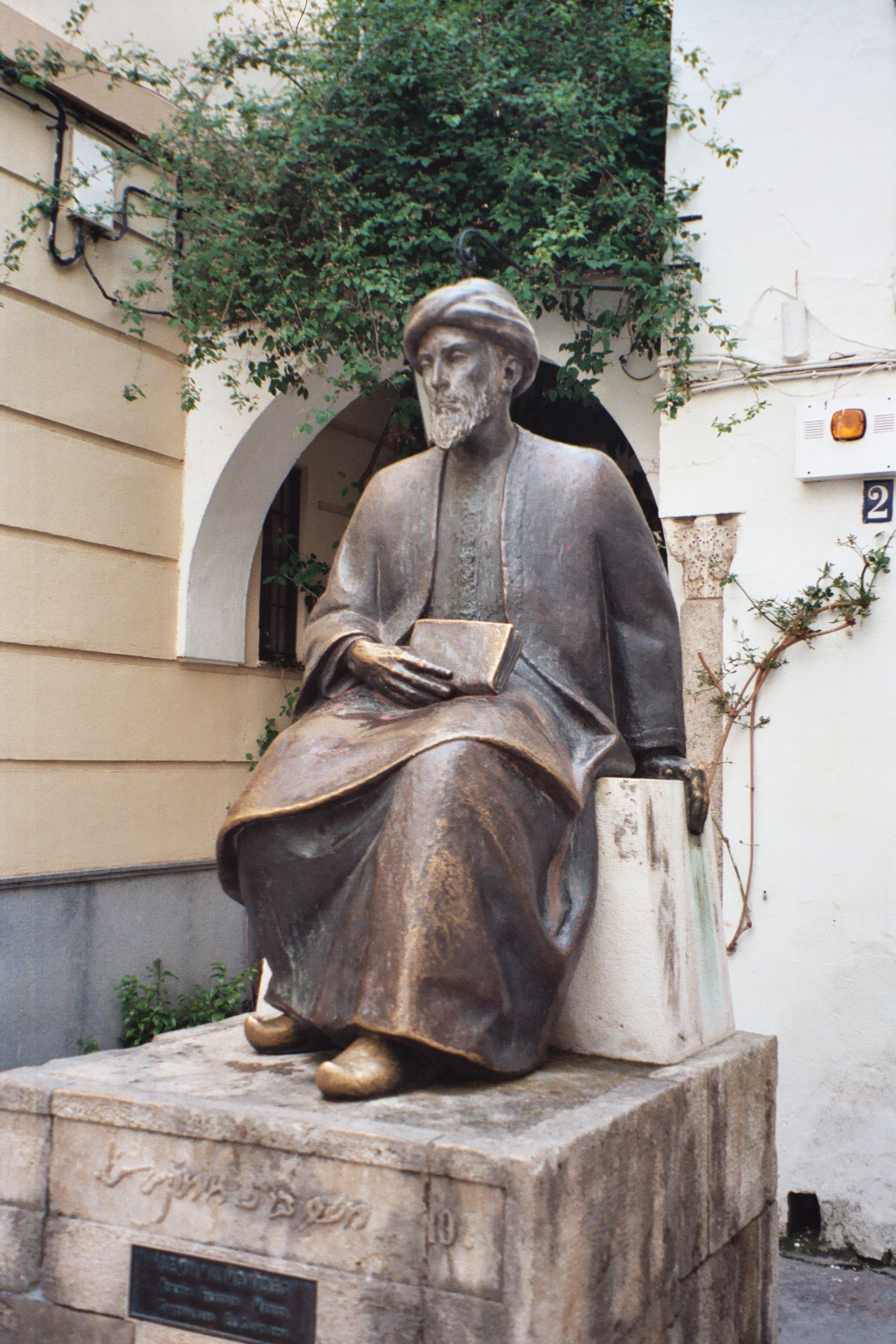
Statuia lui Maimonide din Córdoba

În Sanhedrin Mișna, scrisă în limba arabă și tradusă mai târziu în ebraică, comentează Mișna (Ansamblul legilor nescrise ale iudaismului rabinic transmise prin tradiția orală. Mișna împreună cu comentariile sale - Ghemara - alcătuiesc Talmudul) și stabilește "Cele 13 principii ale Credinței", care sunt și astăzi recitate de evlavioșii evrei în fiecare dimineață, ca parte componentă a rugăciunii. Aceste principii sunt:
- 1. Cred că Dumnezeu este Creatorul și Conducătorul întregii lumi.
- 2. Cred că Dumnezeu este unic și nu există nici o altă unitate sau unicitate care să se asemene cu a Lui.
- 3. Cred că Dumnezeu nu are corp și nici o descriere de ordin fizic care I s-ar putea asocia.
- 4. Cred că Dumnezeu este veșnic, că El există de dinainte de a exista lumea și va continua să existe după ce aceasta se va sfârși.
- 5. Cred că rugăciunile și preamărirea trebuie îndreptate doar către Dumnezeu, și nu către oricine sau orice altceva.
- 6. Cred că toate cuvintele profeților sunt adevărate.
- 7. Cred că Moise este cel mai important dintre profeți, că nivelul său de profeție nu a fost și nu va fi atins niciodată de către nimeni altcineva.
- 8. Cred în faptul că Tora a constituit obiectul Revelației divine la Muntele Sinai și că Tora pe care o avem astăzi este aceeași cu cea primită de la Dumnezeu atunci.
- 9. Cred că Tora nu va fi niciodată schimbată de către Dumnezeu sau înlocuită cu o altă învățătură.
- 10. Cred că Dumnezeu este atotștiutor.
- 11. Cred că Dumnezeu oferă răsplată și pedeapsă în funcție de modul în care oamenii Îi respectă poruncile.
- 12. Cred că Mesia va veni și chiar dacă întârzie îl aștept în fiecare zi.
- 13. Cred că morții vor fi înviați în era Mesianică.

În anul 1180, Maimonide definitivează lucrarea sa "Mișne Tora", în 14 volume, un cod autoritar al legilor iudaice, scrise și orale.
Între 1176 și 1190 (sau până în 1200?), lucrează la principala sa operă, Călăuza șovăielnicilor sau Călăuza rătăciților (în arabă: Dalalat al-Ha'irin, tradusă apoi în ebraică: More nevuchim), în care încearcă să împace iudaismul rabinic cu principiile aristotelice trecute prin filosofia arabă, în care sunt incluse elemente neoplatoniciene. Această carte, care cuprinde concepții asupra naturii lui Dumnezeu și asupra creației lumii, asupra liberului arbitru și a legăturii strânse între bine și rău, a influențat și pe filosofii creștini ca Toma de Aquino și Albertus Magnus și, într-o oarecare măsură, gândirea lui Spinoza. În secolul al XVIII-lea, filosoful Moise Mendelssohn a prelucrat opera lui Maimonide, în încercarea de a armoniza iudaismul cu ideile iluminismului.
Moise Maimonide a mai publicat lucrări în domeniul astronomiei, logicii, matematicii și 10 dizertații de medicină.
Maimonide a murit la 13 decembrie 1204 la Fustat și a fost înmormântat, conform dorinței lui, la Tiberia, Palestina (Eretz Israel). Mormântul său poate fi văzut și astăzi.

### Semnificația operei lui Maimonide
Marele merit al lui Maimonide este acel de a fi combinat filosofia aristotelică cu o teorie iudaică distinctă asupra preceptelor etice ale Torei. Creativitatea sa a însemnat însă și principalul obstacol în calea acceptării ideilor sale. Într-o religie fondată pe tradiții de nezdruncinat, punctele de vedere ale lui Maimonide au constituit timp de secole subiecte controversate, în special în sfera rabinilor ortodocși. Impactul acestora însă nu poate fi negat. Textele sale teologice continuă să fie dezbătute și azi în academiile iudaice. Maimonide este primul care a pus accentul pe percepția pe care omenirea o poate avea în relația directă cu Dumnezeu, formulându-și celebra teză potrivit căreia oamenii l-ar vorbi pe Dumnezeu numai de rău din moment ce se discută mai degrabă despre „ce nu este” decât despre „ce este” Dumnezeu. Maimonide consideră că între Dumnezeu și oameni s-ar interpune o categorie specială, trupurile paradisiace, pe care le numește „îngeri”, modelul spre care aspiră oamenii atunci când încearcă să atingă acel summum bonum, cunoașterea lui Dumnezeu. Aici Maimonide scoate la iveală „judecata”, unul dintre principalele instrumente ale gândirii sale, prin intermediul căruia va cerceta toate poruncile tradiționale iudaice. Desemantizând și explicitând aceste porunci, separând sacrul de profan, Maimonide reușește să transforme „morala divină” într-o „morală profană”,iar de aici provine ușurința cu care preceptele sale au devenit repede puncte de referință pentru legile morale firești.
Diferența dintre judecată și revelație nu echivalează cu diferența dintre ce este inteligibil și ceea ce este „învăluit în mister”. Inteligența este un proces treptat care tinde spre a înțelege și explica conținutul cuprins într-un fapt profetic. Pentru Maimonide, profeția devină posibilă (nu oricui, fiind de fapt un dar divin) atunci când la baza acesteia se află un summum de informații. Filosofia este una dintre artele pe care Maimonide le consideră căi spre profeție. Chiar dacă el este de părere că nu toți filosofii trebuie să fie în mod necesar profeți, Maimonide consideră însă că profeții sunt în mod absolut filosofi. Astfel nu poate exista un decalaj între adevărul derivat din filosofie și cel derivat din Tora. Cu toate acestea, sarcina sa s-a îngreunat vizibil atunci când a trebuit să explice de ce uneori Tora și filosofia nu se armonizează. Aici Maimonide pune accentul pe moralitate, considerând morala ca unul dintre derivatele filosofiei. Pentru ca moralei să i se poată opune o lege cel puțin la fel de argumentată logic, trebuie ca aceasta să fie susținută temeinic de precepte derivate din observația științifică a realității.